# Synagris junodiana
Synagris junodiana är en stekelart som beskrevs av Schulthess 1899. Synagris junodiana ingår i släktet Synagris och familjen Eumenidae. Utöver nominatformen finns också underarten S. j. rubripes.